# Aptesis scabra
Aptesis scabra là một loài tò vò trong họ Ichneumonidae.